# اوژشکووو (شهرستان میندزیخوت)
اوژشکووو (به لهستانی:  Orzeszkowo) یک روستا در لهستان است که در گمینا کویلچ واقع شده‌است.